# Pessina Cremonese
Pessina Cremonese é uma comuna italiana da região da Lombardia, província de Cremona, com cerca de 755 habitantes. Estende-se por uma área de 22 km², tendo uma densidade populacional de 34 hab/km². Faz fronteira com Cappella de' Picenardi, Gabbioneta-Binanuova, Isola Dovarese, Ostiano, Pescarolo ed Uniti, Torre de' Picenardi, Volongo.

## Demografia
| Variação demográfica do município entre 1861 e 2011                               |
|                                                                                   |
| Fonte: Istituto Nazionale di Statistica (ISTAT) - Elaboração gráfica da Wikipedia |